# Косинське
Ко́синське —  село в Україні, у Дружбівській міській громаді Шосткинського району Сумської області. Населення становить 20 осіб. До 2016 орган місцевого самоврядування — Дорошівська сільська рада.

## Географія
Село Косинське знаходиться на правому березі річки Кремля, вище за течією примикає село Палащенкове, нижче за течією примикає село Дорошівка. Поруч проходить автомобільна дорога Т 1915.

## Історія
12 червня 2020 року, відповідно до Розпорядження Кабінету Міністрів України № 723-р «Про визначення адміністративних центрів та затвердження територій територіальних громад Сумської області» увійшло до складу Дружбівської міської громади.
19 липня 2020 року,  в результаті адміністративно-територіальної реформи та ліквідації Ямпільського району, село увійшло до Шосткинського району.

## Відомі люди
Уродженцем хутора Косинського був Косинський Володимир Андрійович – видатний спеціаліст в галузі політекономії, фінансів та економіки сільського господарства, один з засновників Української Академії Наук.